# Спицын, Спиридон Матвеевич

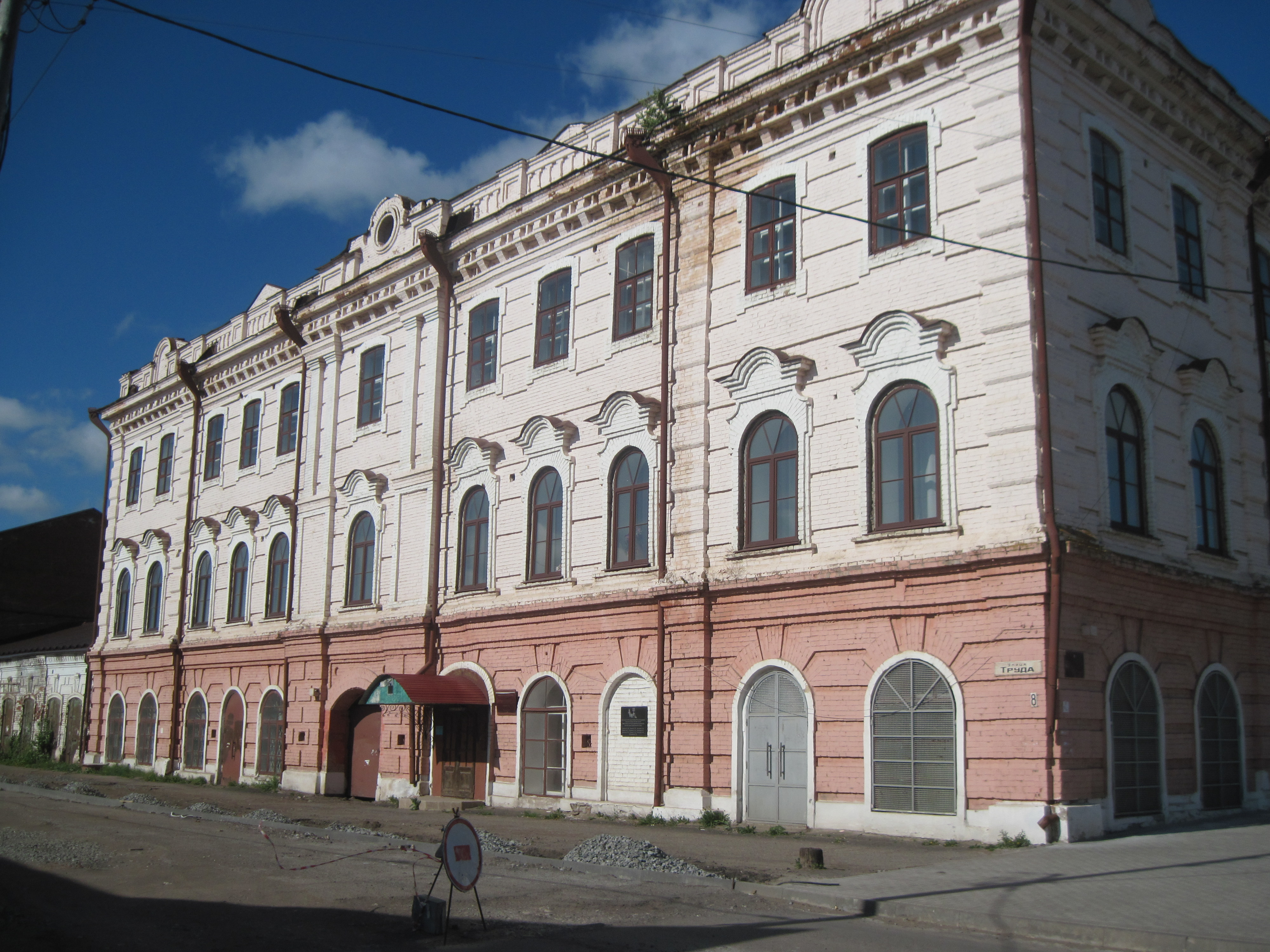
Бывшее Смоленское военное пехотное училище, Удмуртская Республика, город Сарапул, ул.Труда, 8; видна мемориальная доска.

Спиридон Матвеевич Спицын (21 декабря 1921, Зубрилина, Екатеринбургская губерния — 24 сентября 1943, Балыко-Щучинка, Киевская область) — лейтенант Рабоче-крестьянской Красной Армии, участник Великой Отечественной войны, Герой Советского Союза (1943).

## Биография
Спиридон Матвеевич Спицын родился 21 декабря 1921 года в деревне Зубрилина Харловской волости Ирбитского уезда Екатеринбургской губернии, ныне деревня входит в Ирбитское муниципальное образование Свердловской области.
После окончания восьми классов школы работал на шахте. В ноябре 1941 года Спицын был призван на службу в Рабоче-крестьянскую Красную Армию. В 1942 году окончил Смоленское военное пехотное училище. С августа того же года — на фронтах Великой Отечественной войны, в 1943 году — курсы «Выстрел». В боях был тяжело ранен.
К сентябрю 1943 года гвардии лейтенант Спиридон Спицын командовал взводом противотанковых ружей 2-го стрелкового батальона 198-го стрелкового полка 68-й гвардейской стрелковой дивизии 40-й армии Воронежского фронта. Отличился во время битвы за Днепр. 24 сентября 1943 года взвод Спицына одним из первых переправился через Днепр в районе села Балыко-Щучинка Ржищевского района (укр. Ржищівський район) Киевской области Украинской ССР и принял активное участие в боях за захват и удержание плацдарма на его западном берегу, отразив большое количество немецких контратак. В критический момент боя Спицын заменил собой выбывшего из строя командира роты и во главе её отражал контратаки, пока не погиб. Похоронен в братской могиле в Балыко-Щучинке. Ныне село Балыко-Щучинка входит в Ржищевскую городскую общину (укр. Ржищівська міська громада) Обуховского района Киевской области Украины
Указом Президиума Верховного Совета СССР от 13 ноября 1943 года за «успешное форсирование реки Днепр, прочное закрепление плацдарма на западном берегу реки Днепр и проявленные при этом отвагу и геройство» гвардии лейтенант Спиридон Спицын посмертно был удостоен высокого звания Героя Советского Союза. Также посмертно был награждён орденом Ленина.

## Память
- Установлен бюст в городе Ирбит[1].
- В честь Спицына названа школа в городе Артёмовский.
- Упомянут на мемориальной доске, установленной на главном корпусе Сарапульского политехнического института (филиала) федерального государственного бюджетного образовательного учреждения высшего образования «Ижевский государственный технический университет имени М.Т. Калашникова». Установлена в 2010 году с 4 фамилиями: Антонов Константин Михайлович, Митькин Борис Викторович, Спицын Спиридон Матвеевич, Теплоухов Михаил Сергеевич[2]; в 2014 году обновлена, стало 10 героев, добавились: Беляев Иван Потапович, Волошин Михаил Евстафьевич, Иванов Михаил Романович, Коновалов Алексей Дмитриевич, Максимов Иван Тихонович, Половинкин Василий Васильевич[3]. Удмуртская Республика, город Сарапул, ул.Труда, 8 — 56°28′35″ с. ш. 53°49′14″ в. д.HGЯO